# ادیث مستر
ادیث مستر (انگلیسی: Edith Master; ۲۵ اوت ۱۹۳۲ – ۱۸ اوت ۲۰۱۳)یک سوارکار زن یهودی اهل ایالات متحده آمریکا بود.